# 116th Street (IRT Lenox Avenue Line)
116th Street, est une station, historique de l'IRT Lenox Avenue Line, desservie par toutes les rames du service desserte ligne 2 et ligne 3 du métro de New York. Elle est située à l'intersection de la 116e Rue et du Malcolm X Boulevard dans le quartier de Harlem sur le territoire de l'arrondissement Manhattan de la ville de New York aux États-Unis.

## Situation sur le réseau

Plan du métro de New York (2009)